# Kurt Rambis
Darrell Kurt Rambis (Terre Haute, 25 febbraio 1958) è un ex cestista, allenatore di pallacanestro e dirigente sportivo statunitense con cittadinanza greca, professionista nella NBA e in Grecia.

## Carriera da giocatore
Rambis venne selezionato dai New York Knicks al terzo giro del Draft NBA 1980 (58ª scelta assoluta) ma non giocò mai con quella squadra. Iniziò la carriera professionistica nella lega greca con l’AEK Atene con il nome di Kyriakos Rambidis. Essendo di discendenza greca, acquisì anche la cittadinanza greca. Con l’AEK vinse la Coppa di Grecia nel 1981.
Rambis firmò nuovamente con i Knicks nel 1981 ma ancora una volta non vi giocò mai. Il suo successo come giocatore NBA iniziò quando firmò come free agent con i Los Angeles Lakers nel 1981. Vi giocò per sette stagioni, vincendo il titolo nel 1982, 1985, 1987 e 1988 nell’epoca dello “Showtime”.
Durante i suoi anni da giocatore, Rambis divenne uno degli idoli dei tifosi dei Lakers per la sua storia di riscatto e per il suo essere un giocatore di squadra. Noto per le sue abilità difensive e a rimbalzo, viene ricordato a Los Angeles come un giocatore pronto a dare tutto per la squadra e ad assumersi il compito di svolgere il cosiddetto “lavoro sporco”. Rambis era solito portare baffi e un paio di spessi occhiali, che portarono l’annunciatore dei Lakers Chick Hearn  a soprannominarlo "Superman" (in riferimento all’alter ego del personaggio, Clark Kent). Nell’arena dei Lakers vi era una zona sugli spalti dedicata al "Superman" fan club (conosciuto anche come “Rambis youth”), con gli spettatori che utilizzavano occhiali simili a quelli usati dal giocatore. Il capo-allenatore dei Lakers Pat Riley una volta si lamentò con un giornalista: "Gli altri ragazzi hanno borsoni Adidas alla moda. [Rambis] ha un sacchetto nero, del tipo in cui metteresti una palla da bowling. Ed è fatto tipo di vinile. Non porta con sé un borsone per gli indumenti o una valigia. Anche se deve stare fuori una settimana."
Rambis giocò anche per gli Charlotte Hornets, i Phoenix Suns e i Sacramento Kings, prima di fare ritorno ai Lakers per la stagione 1993–94. Si ritirò nel 1995.

## Statistiche

### College
| Anno      | Squadra          | PG  | PT | MP   | TC%  | 3P% | TL%  | RP   | AP  | PRP | SP  | PP   |
| --------- | ---------------- | --- | -- | ---- | ---- | --- | ---- | ---- | --- | --- | --- | ---- |
| 1976-1977 | S. Clara Broncos | 27  | -  | -    | 52,7 | -   | 56,0 | 11,6 | 1,4 | -   | -   | 14,9 |
| 1977-1978 | S. Clara Broncos | 27  | -  | -    | 50,7 | -   | 69,2 | 8,6  | 1,6 | -   | -   | 13,7 |
| 1978-1979 | S. Clara Broncos | 27  | -  | 28,3 | 51,2 | -   | 71,6 | 8,4  | 2,0 | -   | -   | 15,6 |
| 1979-1980 | S. Clara Broncos | 27  | -  | 31,9 | 53,4 | -   | 63,7 | 9,9  | 2,0 | 1,3 | 1,3 | 19,6 |
| Carriera  | Carriera         | 108 | -  | 30,1 | 52,1 | -   | 65,0 | 9,6  | 1,8 | -   | -   | 16,0 |

### NBA

#### Regular Season
| Anno       | Squadra           | PG  | PT  | MP   | TC%  | 3P% | TL%  | RP  | AP  | PRP | SP  | PP   |
| ---------- | ----------------- | --- | --- | ---- | ---- | --- | ---- | --- | --- | --- | --- | ---- |
| 1981-1982† | L.A. Lakers       | 64  | 43  | 17,7 | 51,8 | 0,0 | 50,4 | 5,4 | 0,9 | 0,9 | 1,2 | 4,6  |
| 1982-1983  | L.A. Lakers       | 78  | 77  | 23,2 | 56,9 | 0,0 | 68,7 | 6,8 | 1,2 | 1,3 | 0,8 | 7,5  |
| 1983-1984  | L.A. Lakers       | 47  | 31  | 15,8 | 55,8 | -   | 63,6 | 5,7 | 0,7 | 0,6 | 0,3 | 3,6  |
| 1984-1985† | L.A. Lakers       | 82  | 46  | 19,7 | 55,4 | -   | 66,0 | 6,4 | 0,8 | 1,0 | 0,6 | 5,2  |
| 1985-1986  | L.A. Lakers       | 74  | 74  | 21,3 | 59,5 | -   | 72,1 | 7,0 | 0,9 | 0,9 | 0,4 | 5,5  |
| 1986-1987† | L.A. Lakers       | 78  | 10  | 19,4 | 52,1 | -   | 76,4 | 5,8 | 0,8 | 0,9 | 0,5 | 5,7  |
| 1987-1988† | L.A. Lakers       | 70  | 20  | 12,1 | 54,8 | -   | 78,5 | 3,8 | 0,8 | 0,6 | 0,2 | 4,0  |
| 1988-1989  | Charlotte Hornets | 75  | 75  | 29,8 | 51,8 | 0,0 | 73,4 | 9,4 | 2,1 | 1,3 | 0,8 | 11,1 |
| 1989-1990  | Charlotte Hornets | 16  | 16  | 28,0 | 50,0 | 0,0 | 54,5 | 7,5 | 1,8 | 2,0 | 0,6 | 9,1  |
| 1989-1990  | Phoenix Suns      | 58  | 45  | 25,1 | 51,4 | 0,0 | 72,2 | 7,0 | 1,8 | 1,2 | 0,5 | 5,4  |
| 1990-1991  | Phoenix Suns      | 62  | 17  | 14,5 | 49,7 | 0,0 | 70,6 | 4,3 | 1,0 | 0,4 | 0,2 | 3,6  |
| 1991-1992  | Phoenix Suns      | 28  | 5   | 13,6 | 46,3 | -   | 77,8 | 3,8 | 1,3 | 0,4 | 0,5 | 3,2  |
| 1992-1993  | Phoenix Suns      | 5   | 0   | 8,2  | 57,1 | -   | 50,0 | 1,2 | 0,2 | 0,6 | 0,0 | 1,8  |
| 1992-1993  | Sacramento Kings  | 67  | 1   | 11,7 | 51,6 | 0,0 | 66,7 | 3,3 | 0,8 | 0,6 | 0,3 | 2,5  |
| 1993-1994  | L.A. Lakers       | 50  | 1   | 12,7 | 51,8 | 0,0 | 64,8 | 3,8 | 0,6 | 0,4 | 0,5 | 3,3  |
| 1994-1995  | L.A. Lakers       | 26  | 1   | 7,5  | 51,4 | -   | 66,7 | 1,3 | 0,6 | 0,1 | 0,3 | 1,7  |
| Carriera   | Carriera          | 880 | 462 | 18,5 | 53,4 | 0,0 | 68,9 | 5,6 | 1,1 | 0,9 | 0,5 | 5,2  |

#### Playoffs
| Anno     | Squadra      | PG  | PT | MP   | TC%  | 3P% | TL%  | RP  | AP  | PRP | SP  | PP  |
| -------- | ------------ | --- | -- | ---- | ---- | --- | ---- | --- | --- | --- | --- | --- |
| 1982†    | L.A. Lakers  | 14  | -  | 19,9 | 51,6 | -   | 61,5 | 6,1 | 0,8 | 0,6 | 0,9 | 5,9 |
| 1983     | L.A. Lakers  | 15  | -  | 25,1 | 57,0 | -   | 65,7 | 6,0 | 1,3 | 0,9 | 1,1 | 7,5 |
| 1984     | L.A. Lakers  | 21  | -  | 20,4 | 65,2 | -   | 63,6 | 5,8 | 0,7 | 0,5 | 0,5 | 6,7 |
| 1985†    | L.A. Lakers  | 19  | 19 | 19,7 | 59,3 | -   | 67,9 | 6,8 | 0,9 | 0,9 | 0,5 | 6,1 |
| 1986     | L.A. Lakers  | 14  | 14 | 19,1 | 60,0 | -   | 72,2 | 5,9 | 1,0 | 0,7 | 0,5 | 4,8 |
| 1987†    | L.A. Lakers  | 17  | 0  | 12,6 | 58,5 | -   | 91,2 | 3,9 | 0,5 | 0,5 | 0,2 | 4,6 |
| 1988†    | L.A. Lakers  | 19  | 6  | 9,8  | 61,8 | -   | 69,2 | 2,7 | 0,5 | 0,3 | 0,1 | 2,7 |
| 1990     | Phoenix Suns | 16  | 16 | 24,1 | 44,4 | 0,0 | 67,9 | 7,7 | 1,4 | 0,5 | 0,5 | 4,2 |
| 1991     | Phoenix Suns | 4   | 0  | 13,3 | 40,0 | -   | -    | 3,5 | 1,0 | 1,3 | 0,3 | 1,0 |
| Carriera | Carriera     | 139 | 55 | 18,5 | 57,4 | 0,0 | 70,2 | 5,5 | 0,9 | 0,6 | 0,5 | 5,2 |

## Palmarès

### Giocatore
- Campionato NBA: 4

Los Angeles Lakers: 1982, 1985, 1987, 1988